# Candance Newmaker
Candace Elizabeth Newmaker va ser una noia que va néixer el 1989 i va morir el 2000, sent víctima de maltractament infantil. La causa de la seva mort va ser culpa d'una teràpia d'habilitats socials que va durar 70 minuts, en la que suposadament es va intentar resoldre un cas de trastorn reactiu a l'adopció. El tractament utilitzat va ser un intent de renaixement mental, el qual va causar una asfíxia letal a la Candace. Aquesta situació va causar un escàndol internacional.

## Història
Candane Newmaker va néixer a Lincolnton (Carolina del Nord). Els seus pares progenitors eren Angela i Todd Elmore, que van abandonar la Candace, juntament amb la seva germana i el seu germà, a serveis socials, separant-los per rebuig a ells. Pel que fa a la Candace, en complir els cinc anys els seus drets parentals van expirar, així que va ser adoptada dos anys més tard per Jeane Elisabeth Newmaker, qui era una infermera pediatra en pràctiques, que vivia a Durham, Carolina del Nord.
Al cap d'uns quants mesos, Jeane va començar a portar la seva fillastra a un psiquiatre, ja que assegurava que el comportament de la Candace era poc disciplinat i que no li agradava la seva actitud a casa. Van passar dos anys més, en els que Jeane assegurava que la seva filla era perillosa, que intentava cremar la casa i que matava als peixos, gats i gossos. Tot i les drogues, psiquiatres i psicòlegs, ningú va ser mai capaç de certificar la veracitat de tot allò.
Els pediatres afirmaven que, Candace Newmaker, la nena que va enamorar tot Durham, era feliç i sempre tenia un somriure a la cara, es protegia, ja que semblava que la seva mare no l'estimava realment. Alguns nens es reien pel fet que fos adoptada, i la nena mai semblava ser afectada a les situacions emocionals.
Un dia, Jeane Newmaker va trobar el que ella creia que la Candace patia i va decidir parlar-ho amb una associació anomenada ATTACh (Associació de Tractament i Treball per Adaptació de nens). Un dels terapeutes, Bill Goble, va assegurar-li a Jeane que el seu cas era greu, i que requeria un tractament per a aquest tipus de situacions. Va decidir que el millor que podia fer era la teràpia d'adopció.

## Teràpia d'adopció
La teràpia d'adopció és un tractament poc aconsellat, que s'aplica en casos d'adopció, en els que els nens no accepten o rebutgen els seus nous pares. Tot i ser eficaç, aquest tractament fa ús de la Síndrome d'Estocolm, la manipulació, el forçament i productes químics perquè el nen/nena en qüestió estimi els seus nous pares. El problema d'aquesta situació, és que si el nen no aconsegueix ser doblegat, tindrà un rebuig pels adoptadors encara més fort, i aleshores, s'usen drogues o tractaments més intensius.
La Candace va patir dues setmanes de teràpies, que valien 7.000 dòlars, on la van obligar a abraçar, estimar i estar amb la seva mare, la qual no volia dormir o conviure sota el mateix sostre quan estaven a soles o sense els terapeutes per por a possibles atacs en contra la seva persona. Les sessions de Candace van ser dirigides per la Doctora Watkins i Julie Ponder, amb els terapeutes Brita St.Clair i Jack McDaniel, que feien de pares adoptius terapèutics i la mare adoptiva, Jeane Newmaker. La primera setmana del tractament va transcórrer sense problemes, així que els terapeutes van decidir que la segona setmana es faria la tècnica del renaixement.
Aquesta prova tractava d'una situació en la qual el pacient és embolicat per mantes i coixins i, tal com si fos un nadó, ha de sortir fent força. El xoc causat per aquesta situació fa que entri en confiança i vincle amb la primera persona amb la qual tingui contacte, els quals acostumen a ser els pares adoptants. La prova va situar-se de la següent manera.

## Transcripció de la prova
Aquesta transcripció és treta del vídeo que es va ensenyar al jurat al dia del judici. El vídeo original ha estat borrat per drets d'imatge i respecte.
00:00 -- La terapeuta Julie Ponder diu a la Candace que s'estiri sobre una taula i l'embolica amb una manta.
Julie Ponder: Imagina’t com un nadó de deu anys dintre la panxa de la mare i com es el interior. Calent, no? Si et sembla apretat es perquè el seu estómac està al teu voltant. (La nena és coberta per una segona manta i per coixins. Els 4 adults restants, exceptuant la mare adoptiva, comencen a apretar i aplicar pes.)
01:25 -- Ponder: En que creus que pensaves quant va ser allà dintre per primer cop? 
Candace: Creia que em moriria.
Julie Ponder: Creus que et moriràs aquí dintre? 
Candace: Sí.
Jeane Newmaker: Estic molt contenta! Tindré una nova nena, i sobretot, espero que sigui nena. Jo l'estimaré, deixaré que es pugi sobre la meva falda i llegirem històries, la cuidaré i mantindré segura...Estarem juntes per sempre i ella estarà amb mi per sempre.
(Pregunten a la Candace si creu en el que diu Jeane)
Candace: Crec que si...
(Tornen a preguntar a la Candace. Aquest cop, per com se sent)
Candace: Feliç.
Doctora Watkins: Si ella decideix que no vol viure, morirà. Quan un nen decideix viure, és una situació preciosa.
Julie Ponder: Nadó, estàs preparat per renéixer?
Candace: Crec que sí.
Julie Ponder: Treu el cap primer. Hauràs de fer força amb els peus, perquè si tu et mors, la mare també és mor.
08:42 -- Candace: Qui esta assegut sobre meu? No me n'estic en sortint!!!
08:53 -- Candace: No puc fer-ho!!! (Comença a plorar) He de treure les mans primer?
Doctora Watkins: Hi ha vegades que fan falta fins a 18 hores per néixer.
09:36 -- Candace: (Crida) No puc fer-ho. No puc fer-ho!!! No puc respirar. No puc respirar!!!
10:16-- Candace: Sigui qui sigui que està apretant el meu cap, no m'ajuda. No puc fer-ho, no puc fer-ho. No puc respirar i és massa fosc. Pareu d'apretar-me el cap, jo no puc fer-ho. Hi ha algú assentat sobre meu.
10:50 -- Candace: (Gemegant) Hi ha algú sobre meu. Quan he de sortir? Per aquí?
11:26 -- Candace: Jo no puc fer-ho. (Crida) M’estic morint!!!
Julie Ponder: Vols renéixer o quedar-te aquí dintre i morir? 
11:40 -- Candace: Pareu d'apretar-me. Si us plau. (Gemega) Pareu d'apretar les meves cames. (Crida) 
Julie Ponder: Vols morir? 
Candace: No, però estic a punt.
12:10 -- Candace: Si us plau, pareu ja, que m’ofego! 
12:30 -- Candace: No vull fer això més.
12:40 -- Candace: Si us plau, pareu ja, que m’ofego! 
13:12 -- Candace: Necessito ajuda. Ajuda! Ajudeu-me si us plau! 
Doctora Watkins: Està sentint les contraccions, Jeane? 
Jeane Newmaker: Més que mai.
13:43 -- Candace: Per on he de sortir? Per aquí? Per aquí? Se suposa que he de sortir per aquí? Siusplau. Siusplau. (Crida) Molt bé, ja em moro, ja em moro. Ho sento.
14:31 -- Candace: D'acord, doncs em moro.
14:38 -- Candace: Em moriré.
15:30 -- Candace: Vull morir d'un cop i acabar això.
16:08 -- Candace: No podeu donar-me oxigen? Vull dir, voleu matar-me de debò? 
Julie Ponder: Si.
Candace: Voleu que em mori i me'n vagi al cel? 
Julie Ponder: Doncs mor d'una vegada. I ho dic seriosament.
Candace: Molt bé, doncs moriré.
Doctora Watkins: No sempre és fàcil viure. Has de ser fort per viure una vida, i encara més una d'humana.
17:07 -- Candace: (Respira amb dificultats) Sortiu. No em trobo bé. Sortiu de sobre meu. Per on he de sortir? I com puc fer-ho? 
Doctora Watkins: Simplement, mor. És més fàcil…Perquè fa falta valor per néixer.
18:26 -- Candace: M’heu dit que em donaríeu oxigen.
Doctora Watkins:Doncs lluita per guanyar-te’l.
19:50 -- Candace: (La Candance vomita) Estic vomitant!! (Torna a vomitar) Necessito fer caca.
21:24 -- Candace: M’he cagat a sobre.
Julie Ponder: Molt bé.
Doctora Watkins: Queda’t aquí dins amb el vòmit i la merda.
23:22 -- Candace: Ajuda! No puc respirar i fa massa calor!! 
Jeane Newmaker: Estic molt feliç per tenir aquest nadó...T’estic esperant per poder-t’he estimar i abraçar.
Julie Ponder: Crida, Candace.
Candace: No.
Jeane Newmaker: Filleta meva, jo ja t’estimo. Jo t’aguantare i t'estima-re i et protegir-he per sempre….No et rendeixis a la vida abans d'aconseguir-la.
32:25 -- 33:44 -- Jack McDaniel es mou damunt un coixí que es troba sobre la Candace.
Julie Ponder: Candace? (No rep resposta i agafa un coixí de la Jeane, per afegir-l'ho a la pila) Necessita més pressió per aquí perquè no...Perque hagi de lluitar de debò.
Doctora Watkins: Estas apretada aquí dins, oi? 
Julie Ponder: Si.. .Cada cop tindràs menys aire.
35:39-40:00 -- Julie Ponder i Jack McDaniel canvien de posició i apliquen més pressió.
Julie Ponder: S'ha quedat atrapada dins amb la merda i el vòmit. Fem alguna cosa?
Doctora Watkins: No. És la seva vida. És una covarda.
Jeane Newmaker: Amor, vols renéixer per estar amb mi? 
40:01: Candace: No. (Ultima paraula de la Candace)
Jack McDaniel: La teva mare t’ha ajudat tota l'estona, i tu ara li dones l'esquena?
Doctora Watkins: La Candance està acostumada a fer la vida de la resta un problema. No esta acostumada a viure la seva vida.
Julie Ponder: Covarda! Covarda! Covarda! Covarda! Dèbil! Dèbil ! Dèbil !!
(La doctora Watkins marxa, Jeane Newmaker marxa, ofesa per la rendició de la seva filla, mentres Jack McDaniel pren el lloc de Watkins fins que aquesta torna.)
Jack McDaniel: Aquesta nena no vol viure. Es una covarda.
(La doctora Watkins diu a Jack McDaniel i Brita St. Clair que facin un descans.)
(Julie Ponder i la Doctora Watkins discuteixen sobre algú que esta estressat, i dels seus somnis pel futur.)
Doctora Watkins: És hora de parlar amb la beneïta.
(Desemboliquen a la Candace. Té els llavis i les puntes dels dits blaves..)
01:09:53 - Doctora Watkins: Mira com dorm enmig del seu vòmit.
A partir d'aquest moment, Newmaker, qui ha estat observant l'escena des d'un monitor, veu la seva fillastre i demana que l'ajudin. Mentres ella aplica el CPR, el Doctora Watkins truca al 911. Quant arriben els metges, ella els assegura que feia 5 minuts que estaven fent una sessió de renaixement i que la Candace s'havia desmaiat.
Els metges van aconseguir tornar-li el pols, i van dictaminar ja portava inconscient una bona estona. La van portar a un hospital amb rapidesa, però Candance va morir l'endemà, per culpa d'una asfixia greu.

## Condemnes
Un any més tard dels esdeveniments es va fer el judici a Watkins i Ponder, on se les va acusar de maltractament infantil imprudent, i van aplicar 16 anys de presó. Brita St.Clair i Jack McDaniel, els pares adoptius terapèutics, van ser culpat de maltractament infantil i irresponsabilitat, de manera que només van endur-se 10 anys de llibertat condicional i 1000 hores de servei comunitari. Per acabar, Jeane Newmaker, la pediatra en pràctiques va rebre càrrecs de maltractament i acusada de iresponsabilitat, pero els càrrecs van ser borrats del seu expedient. Tot i això, va rebre 4 anys de presó. Watkins va aconseguir sortir de la presó, 9 anys abans, en llibertat condicional, i vigilància extrema.

## Conseqüències
Aquest cas va commocionar els Estats Units, i va generar milers de reportatges i xerrades commemoratives per tot el país i internacionalment. Va ser tal la incredulitat, que va generar diverses discussions sobre la “teràpia d'adopcio”, generant “La Llei Candace”, que prohibia aquesta teràpia, i va ser aplicada a Carolina del Nord i al Colorado. La Cambra dels Representants i el Senat han declarat diverses vegades que la teràpia pot ser aplicada de forma alternativa, és a dir, que no es pot permetre que succeixi el mateix.
La tràgica historia de la Candace va arribar a formar part de dos episodis de la sèrie “Llei i Ordre”, un episodi de la sèrie “CSI: Investigació de l'Escena del Crim”, i la creació de un ARG (Joc de Realitat Alternativa) anomenat “Petscop”, el qual està clarament basat en la historia de la Candace.